# Зародыш, Пётр Иванович
Пётр Иванович Зародыш (1 июля 1932 — 27 мая 2022) — советский механизатор, передовик сельского хозяйства, Герой Социалистического Труда (1971).

## Биография
Родился в 1932 году в деревне Голубовка. Воспитывался в Степановском детском доме. Член КПСС с 1959 г.
С 1949 г. прицепщик, в 1951—1992 гг. — тракторист в совхозе «Сибиряк» в селе Сибирское Русско-Полянского района Омской области.
Целинник, в 1954 году на гусеничном тракторе С-80 на первой посевной поднял две тысячи гектаров целины.
Указом Президиума Верховного Совета СССР от 8 апреля 1971 года за выдающиеся успехи, достигнутые в развитии сельскохозяйственного производства и выполнении пятилетнего плана продажи государству продуктов земледелия присвоено звание Героя Социалистического Труда с вручением ордена Ленина и золотой медали «Серп и Молот».
Делегат XXIV съезда КПСС (1971).
Почётный гражданин Русско-Полянского муниципального района.
Жил в селе Сибирское.
Умер 27 мая 2022 года на 90-м году жизни.